# 性ホルモン
性ホルモン（せいホルモン、英: sex hormone）は、ステロイドホルモンの一種で、主にこのホルモンにより第二次性徴において性器以外でも外形的性差を生じさせ、性腺に作用して精子や卵胞の成熟、妊娠の成立・維持に関与する。性ホルモンは、男性ホルモン（アンドロゲン）と女性ホルモンに分けられ、女性ホルモンはさらにエストロゲン（卵胞ホルモン）とゲスターゲン（黄体ホルモン）に分けられる。

## 産生・分泌の調節
視床下部から分泌される性腺刺激ホルモン放出ホルモン (LH-RH) が脳下垂体での性腺刺激ホルモン（ゴナドトロピン）の産生・分泌を促す。ゴナドトロピンは卵胞刺激ホルモン (FSH) と黄体形成ホルモン（LH または ICSH） の2種類があり、これらが性腺での性ホルモンの産生・分泌を調節している。精子や卵胞の発達段階によって性腺で必要とされる FSH、LH の量は異なり、性ホルモンが視床下部にネガティブフィードバックすることで、それらの分泌量が調節される。

## 種類
- 男性ホルモン（アンドロゲン）
  - テストステロン
  - ジヒドロテストステロン (DHT)
  - デヒドロエピアンドロステロン (DHEA)
- 女性ホルモン
  - エストロゲン
    - エストラジオール
    - エストリオール
    - エストロン

  - ゲスターゲン
    - プロゲステロン